# Sing (2016)
Sing is een Amerikaanse computeranimatiefilm uit 2016, geregisseerd door Garth Jennings en  Chrisophe Lourdelet als coregisseur. Het werd geproduceerd door Illumination Entertainment en gedistribueerd door Universal Pictures. De film ging in première op 11 september 2016 op het internationaal filmfestival van Toronto. In 2021 kwam Sing 2 uit, het vervolg.

## Verhaal
De optimistische Buster Moon, eigenaar van een slecht draaiend theater, organiseert een zangwedstrijd om zijn schulden af te lossen. Met moeite weet hij een prijzengeld van 1000 dollar bijeen te schrapen. Per ongeluk worden er flyers gedrukt met daarop een te winnen bedrag van 100.000 dollar. Wanneer de flyers door een ventilator uit het raam naar buiten worden geblazen, komen ze op straat terecht. In korte tijd weet iedereen van de zangwedstrijd. Een muis, een olifant, een varken, een gorilla en een stekelvarken die graag mee willen doen aan de talentenjacht hebben allen zo hun eigen bestemming voor het prijzengeld.

## Stemverdeling
| Personage                              | Diersoort      | Stem                | Stem                | Stem              |
| -------------------------------------- | -------------- | ------------------- | ------------------- | ----------------- |
| Buster Moon                            | Koala          | Matthew McConaughey | Fedja van Huêt      | Rik Verheye       |
| Rosita                                 | Varken         | Reese Witherspoon   | Do                  | Vicky Florus      |
| Mike                                   | Muis           | Seth MacFarlane     | Chris Zegers        | Govert Deploige   |
| Ash                                    | Stekelvarken   | Scarlett Johansson  | Birgit Schuurman    | Janna Salhoume    |
| Eddie Noodleman                        | Schaap         | John C. Reilly      | Mark van Eeuwen     | Kürt Rogiers      |
| Meena                                  | Olifant        | Tori Kelly          | Holly Mae Brood     | Billie Leyers     |
| Johnny                                 | Gorilla        | Taron Egerton       | Egbert-Jan Weeber   | Louis Thyssen     |
| Nana Noodleman                         | Schaap         | Jennifer Saunders   | Karin Bloemen       | Katelijne Verbeke |
| Nana Noodleman (jong)                  | Schaap         | Jennifer Hudson     |                     |                   |
| Karen Crawly                           | Groene leguaan | Garth Jennings      | Rop Verheijen       | Sien Eggers       |
| Big Daddy                              | Gorilla        | Peter Serafinowicz  | Frank Lammers       | Herbert Flack     |
| Gunter                                 | Varken         | Nick Kroll          | Gordon              | Walter Baele      |
| Norman                                 | Varken         | Nick Offerman       | Richard Groenendijk |                   |
| Meena's moeder                         | Olifant        | Leslie Jones        | Nurlaila Karim      | Anke Helsen       |
| Verslaggever Bob                       | Hond           | Bill Farmer         | Giel Beelen         |                   |
| Lance                                  | Stekelvarken   | Beck Bennett        | Tim Douwsma         | Juan Gerlo        |
| Berenboef                              | Beer           |                     | Jeroen Nieuwenhuize |                   |
| Becky                                  | Stekelvarken   | Tara Strong         | Maan                | Tinne Oltmans     |
| Onbekend                               | Baviaan        | Brad Morris         | Buddy Vedder        |                   |
| Dier in wagen / Intercom winkelcentrum |                |                     |                     | Sven De Ridder    |

## Prijzen en nominaties
De belangrijkste:
| Jaar | Prijs         | Categorie          | Genomineerde(n)                                                                  | Uitslag     |
| ---- | ------------- | ------------------ | -------------------------------------------------------------------------------- | ----------- |
| 2017 | Golden Globes | Beste animatiefilm |                                                                                  | Genomineerd |
| 2017 | Golden Globes | Beste filmsong     | "Faith" - Ryan Tedder, Stevie Wonder, Ariana Grande en Francis Farewell Starlite | Genomineerd |